# ناثان فرينش
ناثان فرينش (20 أبريل 1990 في المملكة المتحدة - ) (بالفرنسية: Nathan French)‏ هو لاعب كرة طائرة فرنسا في مركز ضارب خارجي ‏. شارك في الألعاب الأولمبية الصيفية 2012. ولعب مع Beauvais Oise UC ‏.

## وصلات خارجية
- ناثان فرينش على موقع أوليمبيديا (الإنجليزية)
- ناثان فرينش على موقع اللجنة الأولمبية البريطانية (الإنجليزية)